# Otočić Maslinjak (ö i Kroatien, Šibenik-Knins län, lat 43,84, long 15,56)
Otočić Maslinjak är en ö i Kroatien.   Den ligger i länet Šibenik-Knins län, i den södra delen av landet, 220 km söder om huvudstaden Zagreb.